# Numération tchouvache
La numération tchouvache est un ancien système de numération utilisé en langue tchouvache, notamment en Tchouvachie (fédération de Russie).
Elle est issue du comptage sur les doigts comme les nombres romains — au moins les plus élémentaires (I, V, IV, X, IX...) —, auxquels ils ressemblent, mais ici les chiffres de plus haute valeur sont placés à droite.
Un des supports principaux de ces numéraux était le bois, par inscription. Nombre d'entre eux restèrent identifiables jusqu'au début du XXe siècle. 
Le tchouvache moderne utilise les chiffres arabo-indiens.

## Exemples
| Nombre en chiffres tchouvaches | Valeur |
| ------------------------------ | ------ |
| II                             | 2      |
| IIII                           | 4      |
| I/                             | 6      |
| IIII/X                         | 19     |
| IIXXX                          | 32     |
| II/XXXX                        | 47     |